# Beatriz Villacañas
Beatriz Villacañas (Toledo, 18 de junio,1964) es una poeta, ensayista y crítica literaria española.

## Biografía
Poeta, ensayista y crítica literaria. Es doctora en Filología Inglesa por la Universidad Complutense de Madrid, donde es profesora de literatura inglesa e irlandesa tras ejercer como catedrática de Bachillerato, grado que obtuvo con veinticuatro años. Hija de Juan Antonio Villacañas, Miembro correspondiente de la Real Academia de Bellas Artes y Ciencias Históricas de Toledo. Ha residido en Gran Bretaña, donde ha sido profesora de español. Ha traducido al español a poetas ingleses e irlandeses, como W. Shakespeare, W.B. Yeats, Seamus Heaney, Michael Hartnett y Brendan Kennelly. Por cuestiones familiares y profesionales, Irlanda es desde hace décadas su segundo país. Resultado de esta vinculación son sus múltiples artículos sobre temas y autores irlandeses y su libro Literatura Irlandesa, 2007, Editorial Síntesis (Madrid), primer estudio completo de la literatura irlandesa escrito en español, así como su colaboración con poetas y académicos irlandeses en distintas actividades culturales como An Tobar (The Well): Encuentros entre poetas irlandeses y españoles, Irish-Spanish Relations throughout the Ages (Salamanca, Sevilla, Madrid). Junto con el poeta y traductor irlandés Michael Smith ha traducido al inglés poemas seleccionados, Selected Poems, de Juan Antonio Villacañas.
Beatriz Villacañas ha dado recitales en lugares como la Biblioteca Nacional de España (Ciclo “Poetas en vivo”), el Círculo de Bellas Artes, el Ateneo de Madrid, la Tertulia Hispanoamericana de Poesía Rafael Montesinos, la Asociación de Escritores y Artistas Españoles, la Casa de la Villa (“Miércoles de la poesía”), el Centro de Poesía José Hierro, la Universidad de Alcalá de Henares, la Universidad de Almería, la Casa de Valencia en Madrid, Talavera de la Reina (Ciclo de Poesía Actual), Ciclo de Poesía en el Corral, Corral de Comedias de Alcalá de Henares, entre otros. Fue poeta invitada a Féile na Bealtaine, Festival Internacional de Poesía, creado por Michéal Fanning, Dingle, Irlanda, 2007.
En mayo de 2010, Beatriz Villacañas pronunció el Pregón Inaugural de la Feria del Libro de Toledo, dedicada a su padre, Juan Antonio Villacañas.

## Obra
La obra de Beatriz Villacañas se compone de diferentes poemarios, varios cuentos, numerosos artículos y críticas y libros de ensayo.
La obra poética de Beatriz Villacañas se caracteriza por la reflexión lírica sobre los más diversos temas, destacando cuestiones de carácter filosófico y trascendente. “El muerto permanece:/está atado a nosotros/por la interrogación más infinita.” “El tiempo nos esculpe y nos destruye, / la eternidad aguarda y nos rescata.” Los críticos han alabado la personalidad y profundidad lírica y el dominio formal de su poesía. Algunos ejemplos: Antonio González Guerrero, sobre Jazz: “En este mundo a menudo fraudulento y voraz de la poesía, en el que muchos son los llamados y pocos los elegidos, el contacto con una voz personalísima y sonora como la de Beatriz Villacañas resulta un presente altamente apetecible para el crítico”. José María Balcells, sobre Dublín: “El libro Dublín fue galardonado con el premio de la I Bienal Internacional de Poesía Eugenio de Nora y, ciertamente, a quienes lean esta obra no va a sorprenderles que obtuviera este reconocimiento, ya que con este conjunto ha logrado Beatriz Villacañas una creación originalísima, tanto por las técnicas rítmicas empleadas cuanto en virtud del tono y del punto de vista que se reflejan en estas composiciones.” Vicente Araguas: “Con este libro (Dublín) Obtuvo Beatriz Villacañas el Premio Primera Bienal Internacional de poesía Eugenio de Nora y confirma que su voz es una curiosidad impar en la poesía española del momento. Villacañas se mueve por parámetros bastante insólitos, y no sólo por la recuperación de la lira como forma métrica, en los que el viaje interior es mucho más que pretexto para el autoconocimiento.” Fernando Sánchez Alonso:“Versos como los recién copiados (del libro El silencio está lleno de nombres) bastan para justificar todo el poemario, pero no constituyen, desde luego, un caso único, antes bien, lo caracterizan y conforman….Lo mismo que en la oda de Ricardo Reis (Fernando Pessoa) la luna brilla entera en una gota de agua, también cualquier anécdota, por nimia que sea, en manos de Beatriz Villacañas puede convertirse en un trasunto de la condición humana”. Ángel las Navas“Éste su nuevo y quinto libro de versos (El Ángel y la Física) muy depurados, breves, concisos, penetrantes, están escritos con profundo pensamiento y elevada inspiración. Sorprenden. Sugieren un mundo de ideas. Encierran filosofía, pues abarcan el mundo espiritual (El Ángel) y el mundo material (La Física).” Carmelo López Arias: “La sensibilidad en el concepto, la lectura cadenciosa y, cuando opta por la rima, una sonoridad original donde la poetisa alumbra en realidad, más que verbo, música: así podríamos caracterizar la poesía de Beatriz Villacañas, doctora en Filología, profesora en la Universidad Complutense de Madrid y, ante todo, creadora. Lo lleva en la sangre, como hija del poeta Juan Antonio Villacañas, a quien dedica un hermoso cuarteto contenido en La gravedad y la manzana (Devenir): "Qué nueva identidad me dio tu muerte, / qué nuevo amor con el que hablo contigo, / me dio un lenguaje libre de palabras / y un infinito amigo". ¿Quién no encuentra en esta expresión la clave de lo que no sabía expresar, y alguien a quien entenderla dirigida? Para eso existen los poetas: no para transmitir la esencia suya, sino para dar figura a la nuestra. En este poemario, sexto de su autora –varios de ellos premiados-, el título nos avanza lo titánico del esfuerzo: con cinco palabras que nos evocan a Isaac Newton (encarnación de lo cuantificable, de lo reductible a ley, de lo inexorable), Villacañas consigue todo lo contrario… La gravedad y la manzana es un venero delicado de los sentimientos más universales. El amor, por supuesto, y en estrofas elegantes y clásicas, desde el soneto herido ("...me has dado calor, año tras año. /... / Qué ignorancia de muerte hasta que un día / el saberte tran frágil me hizo daño") a la lira de resonancias sanjuanescas: "Digamos con los ojos, / digamos con la voz de la caricia, / transformemos despojos / en juvenil delicia, / novicio tú, mi amor, y yo novicia".

### Obra poética
- Jazz, Esquío, La Coruña, 1991
- Allegra Byron, Editorial Zocodover, Toledo, 1993
- El Silencio está lleno de nombres, Premio Ciudad de Toledo, Excmo. Ayuntamiento de Toledo, 1995
- Dublín, Premio Primera Bienal Internacional Eugenio de Nora, Colección Provincia, León, 2001
- El Ángel y la Física, Huerga y Fierro, Madrid, 2005
- La Gravedad y la Manzana, Devenir, Madrid, 2011 (Propuesto para el Premio Nacional de Poesía 2012)
- Testigos del asombro, Vitruvio, Madrid, 2014

•  Testigos del asombro. Edición en México. Casa Maya de la poesía. Colección Rosa Náutica. Asociación Campechana del Haiku. Campeche, México, 2014 
- El tiempo del padre, Colección Julio Nombela. Asociación de Escritores y Artistas Españoles, Madrid, 2016
- Cartas a Angélica (Plaquette. Dedicado a la memoria de Angélica González García, que fue alumna de la autora, víctima del atentado del 11 de marzo), Vitruvio, 2016. Edición no venal.

• La voz que me despierta, Vitruvio, Madrid,2017.
Astrología interior. Antología poética. Ediciones Deslinde. Madrid, 2019.
De la vida al verso. Editorial Verbum. Madrid, 2020.
Donde nace la sed. Finalista Premio Mundial de Poesía Mística Fernando Rielo 2019. Editorial Montecarmelo, 2021.
Huellas de tránsito. Colección Para quitarse el sombrero (título homenaje a autores elegidos por la editorial). Editorial Literarte. Bilbao. 2021.
Tránsito vivo. Huerga y Fierro, 2021.

### Aforismos
- Contra miedo y marea: Aforismos para hacer frente, Ediciones Áltera, 2016

• Hermano tiempo, Vitruvio, Madrid, 2018

### Ensayo
- Los Personajes Femeninos en las Novelas de Thomas Hardy, Universidad Complutense, Madrid, 1991.
- Mirando hacia la isla occidental: primera aproximación a la Literatura Irlandesa, Ediciones Blancas. Promete o. Madrid, 2002.
- La Poesía de Juan Antonio Villacañas: Argumento de una Biografía, Consejería de Cultura de Castilla-La Mancha, Toledo, 2003
- Literatura Irlandesa, Editorial Síntesis, Madrid, 2007.
- Juan Antonio Villacañas: Selected Poems, Edición bilingüe español-inglés. Editor: Luis Ingelmo. Shearsman Books, Reino Unido, 2009

### Artículos
Algunos de los artículos de Beatriz Villacañas:
- “La poesía traducida: Dos versiones inglesas de un poema de San Juan de la Cruz”, Encuentros Complutenses en torno a la traducción. Editorial Complutense, Madrid, 1990
- “Anne Brontë: The triumph of realism over subjectivity”, Revista Alicantina de Estudios Ingleses, Alicante, 1993
- “Female difficulties: Propriety and violence in Frances Burney's World”, Atlantis, Revista de la Asociación Española de Estudios Angloamericanos, Logroño, La Rioja, 1996
- “De doctores y monstruos: La ciencia como transgresión en Dr. Faustus, Frankenstein y Dr. Jekyll and Mr. Hyde”, Asclepio, Revista de Historia de la Medicina y de la Ciencia, CSIC, Volumen LIII, Madrid, 2001
- “El tiempo, la presencia y el conocimiento artístico (Homenaje a Garcilaso de la Vega)”, Toletvm. Boletín de la Real Academia de Bellas Artes y Ciencias Históricas de Toledo. Volumen: N.º 45, Toledo, 2002
- ”Brendan Kennelly's Cromwell: Black Comedy As Exorcism”, Estudios Ingleses de la Universidad Complutense. Vol. 11, Madrid, 2003
- ”John B. Keane: From The Field to the Landscape of Tragedy", Irish Landscapes. Universidad de Almería, Almería, 2004
- ”La música de la memoria. A propósito de La balada del abuelo Palancas, de Félix Grande”, Buxía. Revista de Arte y Pensamiento, Volumen: N.º 3, Almería, 2004
- “James Joyce: Retrato de una Ambición", Barcarola, Revista de Creación Literaria. Albacete. Número 68/ 69. Diciembre 2006
- “Powerful Presences: Ireland in Spanish Poetry, Spain in Irish Poetry”, Irlanda y el Atlántico Ibérico. Movilidad, participación e intercambio cultural / Ireland and the Iberian Atlantic, Mobility, Involvement and Cross-Cultural Exchange. Albatros Ediciones, 2010.

### Cuentos
- "Pero para entendernos: un secreto" Cuentos para Segovia. Cylea Ediciones, 2007

- "Tiempos Rojos" Cuentos para Murcia. Cylea Ediciones, 2008

- "Cita con la memoria" Cuentos para Toledo. Cylea Ediciones, 2009
- "Meditar en el vino" Cuentos para el vino. Cylea Ediciones, 2013

Libros de narrativa
Tánatos  y Eros: mano a mano. Jaime Barry. Dos novelas breves. Huerga y Fierro, 2020.
Andando por la orilla movediza. Ediciones Deslinde, 2021.

### Estudios y antologías
- Cien Poetas de Castilla-La Mancha, ed. A.Villaverde (Guadalajara), 1986
- Poetas de Toledo, Manxa. Grupo Literario Guadiana. Director: Vicente Cano. Ciudad Real, 1991
- Datos para una Bibliografía Crítica de Poetas Toledanos Actuales, Joaquín Benito de Lucas (Universidad Autónoma, Madrid), 1993
- El papel de la literatura en el siglo XX, Fidel López-Criado. Universidad de la Coruña, 2001
- Mar Interior, poetas de Castilla-La Mancha, ed. Miguel Casado. Junta de Comunidades de Castilla-La Mancha, Toledo, 2002.
- Poetisas españolas: Antología general, ed. Luz María Jiménez Faro. Torremozas, Madrid, 1996-2002
- Ilimitada Voz: Poetas Españolas del S. XX, 1940-2002. José María Balcells. Publicaciones de la Universidad de Cádiz, 2003
- Miniantología en honor de Concha Zardoya, Ayuntamiento de Majadahonda, 2004
- Tejedores de Palabras, ed. Juan Ruiz de Torres, Prometeo, Madrid, 2005.
- Poesía Siglo XXI en Español, ed. Juan Ruiz de Torres. Prometeo, Madrid, 2005.
- Escritoras Españolas del Siglo XX, José María Balcells. Arbor-Ciencia, Pensamiento y Cultura, septiembre-octubre de 2006.
- La Voz y la Escritura, ed. Basilio Rodríguez Cañada. Sial- Contrapunto, Madrid, 2006.
- Escritoras y Pensadoras Europeas, Mercedes Arriaga Flórez et al. ArCiBel editores, 2007.
- Ciencia y Sugerencia, ed. Marcela Lieblich. Ediciones Sins Entido, Madrid, 2007.
- Al Filo del Gozo. Poesía erótica hispanoamericana escrita por mujeres, ed. Marisa Trejo Sirvent. Universidad de Chiapas, México, 2008.
- Historia poética de Nueva York en la España contemporánea. Julio Neira. Cátedra, Madrid, 2012.
- Geometria y angustia. Poetas españoles en Nueva York, ed. Julio Neira. Vandalia, Madrid, 2012.

•De tu tierra.Antología de la poesía manchega entre dos siglos. Editores: Rafael Morales Barba y Ricardo Virtanen. Editorial Pre-Textos, 2015.
•Ab Ipso Ferro. Antología Congreso Internacional de Poesía Fray Luis de León. Diputación de Salamanca, 2018.
•Dios en la poesía actual.Edición de José Julio Cabanillas y Carmelo Guillén Acosta. Ediciones Rialp. Colección Adonáis. Madrid, 2018.

### Revistas literarias
Pueden encontrarse poemas de Beatriz Villacañas en las revistas de literatura:
España:
- Cuadernos del Matemático
- Cuadernos de Poesía Nueva
- Manxa
- La Pájara Pinta
- Barcarola
- Álora, la bien cercada
- Nayagua
- Buxía
- La Sombra del Membrillo
- Hermes
- Toletvm
- Mephisto
- Piedra del Molino
- Luces y Sombras
- Raíces de Papel
- Fábula
- Acantilados de Papel
- Revista Áurea de Poesía

México:
- Norte
- Foja de Poesía/ Círculo de Poesía

Argentina:
- Proa
- Analecta Literaria

Estados Unidos:
- Diario Las Américas (Miami, Florida)

## Premios y reconocimientos
- Esquío (Accésit) 1990

- Premio Internacional Ciudad de Toledo, 1995

- Premio Primera Bienal Internacional Eugenio de Nora, León, 2000

• Diploma de excelencia: otorgado por la Asociación Prometeo de Poesía en su XXX aniversario, con la Asociación Cultural El Foro de la Encina, 2010.
- Miembro Correspondiente de la Real Academia de Bellas Artes y Ciencias Históricas de Toledo.

- El Ayuntamiento de Boadilla del Monte (Madrid) ha dado el nombre de Beatriz Villacañas, junto con el de Carmen de Silva, al Premio de Poesía que convoca con carácter anual. Junto con el Premio de Poesía, el Ayuntamiento de Boadilla del Monte convoca asimismo el Premio de Relato Breve José Luis Olaizola y el de Jóvenes Valores de la Comunidad de Madrid.

### SobreLa poesía de Juan Antonio Villacañas: Argumento de una biografía
- Barrero, Hilario Revista Poética Almacén, 2003
- Las Navas Pagán, Ángel: La Poesía de Juan Antonio Villacañas, Argumento de una Biografía. Diario Lanza, Ciudad Real, 2006.
- Porta, Emilio: “Para el que conozca la obra de Juan Antonio Villacañas este libro es un compendio indispensable por la importancia del análisis. Para el que no la conozca, Argumento de una biografía es la mejor oportunidad para acercarse a un poeta que debería ser citado entre los más grandes de la Poesía de habla hispana.” Mirador.
  - Revista de la Asociación de Escritores y Artistas Españoles. Número 8. Madrid, marzo de 2004.
- Ruiz de Torres, Juan: “Hoy ya nadie me ve”. Diario Las Américas, Miami.